# Chorągiew węgierska Buławy Polnej Koronnej

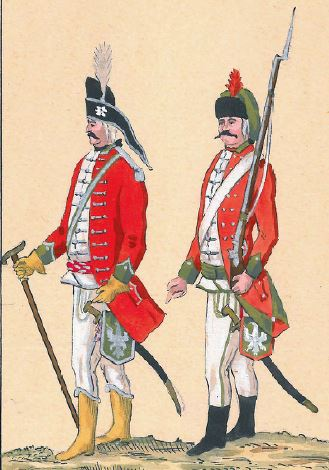
Żołnierze chorągwi węgierskiej BPK

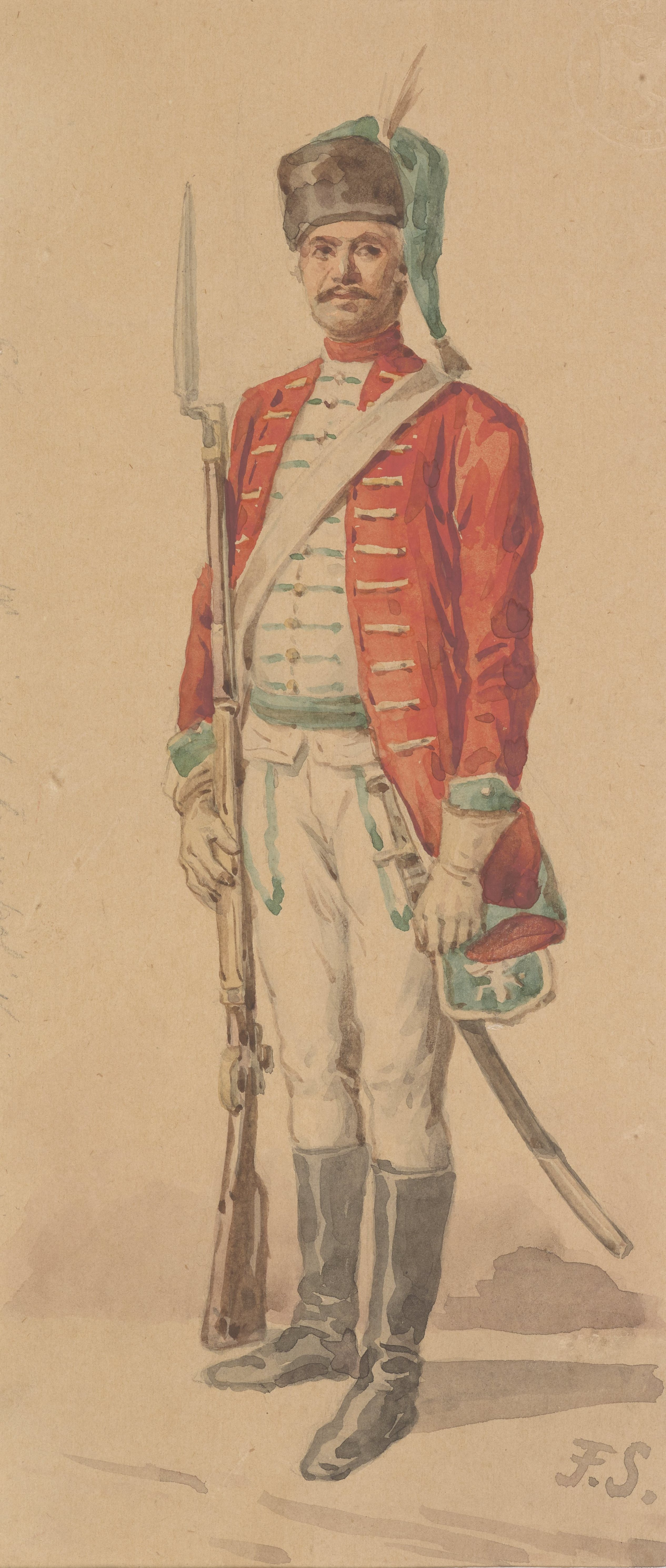
Żołnierz chorągwi węgierskiej BPK na akwareli Feliksa Sypniewskiego

Chorągiew Węgierska Buławy Polnej Koronnej – oddział piechoty armii koronnej wojska I Rzeczypospolitej istniejąca w latach 1717−1789, następnie wznowiona w 1793. Przed 1752 r. chorągiew występowała jako Chorągiew Węgierska Buławy Wielkiej Koronnej, po śmierci Józefa Potockiego, chorągiew zdegradowano i zredukowano do roli chorągwi buławy polnej.

## Formowanie i zmiany organizacyjne
Chorągwie piechoty węgierskiej były oddziałami przybocznymi hetmanów.
Uchwalony na  sejmie 1717 roku komput wojska koronnego przewidywał zorganizowanie chorągwi janczarskiej buławy polnej koronnej w sile 150 porcji. W sztabie kompanii służyli: rotmistrz (w randze kapitana), porucznik, chorąży, felczer (lekarz), profos (w latach 50−70 XVIII nieobsadzony) oraz wachmistrz, podchorąży i 3 kaprali i orkiestrantów (w latach 1752−1769 było to 2 fajfrów i 2 doboszy). W tym okresie służyło średnio 60−64 żołnierzy szeregowych.
Sejm roku 1776 ułożył nowy etat wojska, zmieniając znacznie jego strukturę. Chorągiew miała liczyć 72 żołnierzy. Etat z 1789 roku przewidywał po 73 osoby w chorągwi.
Stanowisko: u boku hetmana polnego koronnego.

## Barwa chorągwi
Żołnierze chorągwi janczarskich, później znów przekształconych na węgierskie, nosili strój zbliżony do wzorów tureckich i węgierskich, przy czym kurtki poszczególnych chorągwi różniły się kolorem.
Żołnierze chorągwi węgierskich buławy wielkiej i polnej nosili czerwone suknie, granatowe kamizelki i spodnie. Na głowach mieli kapuzy, z cyframi blaszanymi różnymi dla poszczególnych chorągwi. Krój węgierski.
W latach 1752–1768 kolorami chorągwi były barwy hetmana polnego  czerwony i szafirowy. Żołnierze nosili czerwone suknie wierzchnie zwane katankami, podszywane szafirowym kirem z cynowymi guzikami w formie węgierskiej (guzy) w ilości 1 tuzina i 2 tuzinów centków (rodzaj półguzików) z szamerowaniem wykonanym z białego, włóczkowego sznurka. Katanki spodnie, zwane wówczas także żupanikami posiadały identyczne szamerowanie oraz liczbę guzików, wykonane były z szafirowego sukna, podszywane  z przodu kirem, a z tyłu i w rękawach płótnem konopnym. Spodnie z szafirowego sukna podszytego płótnem konopnym, w kroju węgierskie, sięgające kostek, zapinany na skórzany pas ze sprzączką, zdobione na rozporach klapki przedniej białym sznurkiem w formie prostych parzenic. Podoficerowie mieli szamerowania wykonane ze sznurka powlekanego srebrem.  Na nogach żołnierze i podoficerowie nosili czarne buty węgierskie na niemieckim obcasie sznurowane 3 łokciami białego sznurka, podkuwane. Koszule wykonywano również z płótna konopnego. Ponadto żołnierze otrzymywali tasiemkę do okręcania harcapów oraz czarne włóczkowe halsztuki zapinane na mosiężne klamry. Kapuzy wykonywano z sukna szafirowego i krabrotowego i oblamowano białym sznurkiem. Herby na nich wyszywano białą tasiemką.

## Uzbrojenie
Żołnierze chorągwi uzbrojeni byli w flinty skałkowe z bagnetami oraz szable. W 1754 r, zakupiono 60 nowych karabinów skałkowych na wzór broni używanej w Gwardii Pieszej Koronnej „w mosiądz osadzonych, z trzy graniastymi bagnetami, żelaznymi ladsztokami i grajcarami”. Szable oprawione na sposób węgierski wisiały na paskach skórzanych. Komenda oraz musztra była identyczna jak w piechocie autoramentu cudzoziemskiego.

## Żołnierze chorągwi
Szefowie:
- Zgodnie z tradycją szefem chorągwi był także każdorazowo hetman polny koronny[6]

Rotmistrzowie:
- Franciszek Bałła (II 1752 – 7 września 1768)[7], portret znajduje się w Muzeum Narodowym w Warszawie[8]
- Piotr Tyszkiewicz (1775, dymisja 16 grudnia 1783),
- Jakub Tyszkiewicz,
- płk Paprocki (1789),
- Tyszkiewicz (1793).